# Diócesis de Bérgamo
La diócesis de Bérgamo (en latín: Dioecesis Bergomensis y en italiano: Diocesi di Bergamo) es una circunscripción eclesiástica de la Iglesia católica en Italia. Se trata de una diócesis latina, sufragánea de la arquidiócesis de Milán. Desde el 22 de enero de 2009 su obispo es Francesco Beschi.

## Territorio y organización

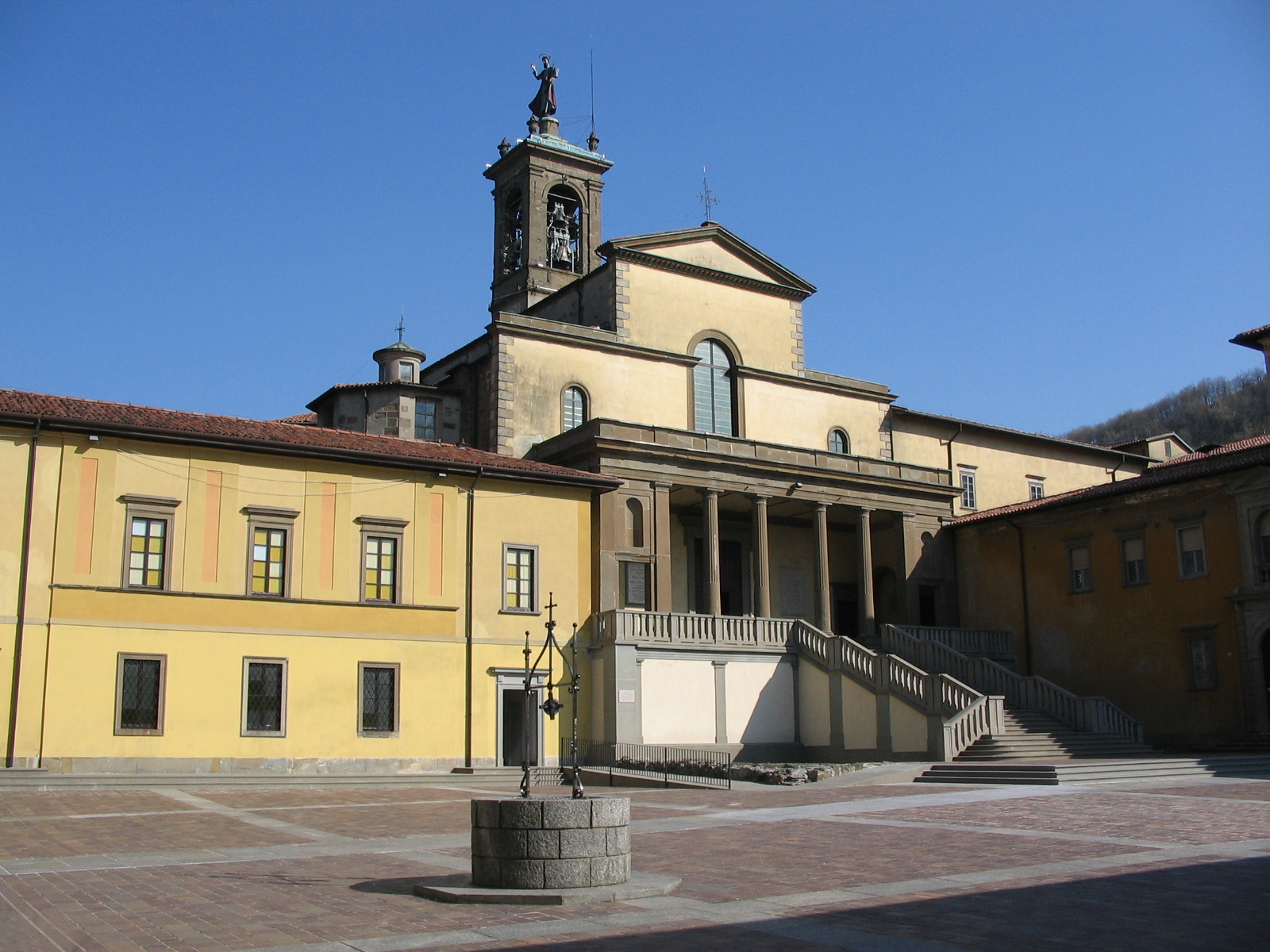
Abadía San Giacomo Maggiore de Pontida

La diócesis tiene 2450 km² y extiende su jurisdicción sobre los fieles católicos de rito latino residentes en parte de la región de Lombardía, comprendiendo:
- en la provincia de Bérgamo las comunas de: Bérgamo, Gandosso, Serina, Sorisole, Azzano San Paolo, San Paolo d'Argon, Algua, Albino, Ponte San Pietro, San Pellegrino Terme, Paladina, Castione della Presolana, Gorle, Grone, Alzano Lombardo, Martinengo, Capriate San Gervasio, Cortenuova, Grassobbio, Mapello, Villongo, Viadanica, Ornica, Verdellino, Cazzano Sant'Andrea, Bracca, Fino del Monte, Mornico al Serio, Premolo, Dalmine, Strozza, Suisio, Villa d'Adda, Zandobbio, Oneta, Berbenno, Vedeseta, Sedrina, Caprino Bergamasco, Nembro, Olmo al Brembo, Piario, Sovere, Valbondione, Seriate, Peia, Villa di Serio, Brumano, Almenno San Bartolomeo, Gromo, Branzi, Cassiglio, Colere, Filago, Oltre il Colle, Songavazzo, Ubiale Clanezzo, Colzate, Vertova, Luzzana, Roncola, Santa Brigida, Palazzago, Pontida, Pognano, Parzanica, Val Brembilla (creada en 2014 por fusión de Gerosa y Brembilla), Bonate Sotto, Villa d'Almè, Montello, Costa Serina, Pedrengo, Bonate Sopra, Calusco d'Adda, San Giovanni Bianco, Solto Collina, Torre de' Roveri, Gandino, Piazzatorre, Averara, Castro, Taleggio, Ardesio, Boltiere, Costa di Mezzate, Credaro, Endine Gaiano, Fiorano al Serio, Orio al Serio, Treviolo, Solza, Villa d'Ogna, Bagnatica, Carona, Casnigo, Dossena, Fuipiano Valle Imagna, Madone, Cavernago, Mezzoldo, Mozzo, Zogno, Predore, Scanzorosciate, Sotto il Monte Giovanni XXIII, Stezzano, Telgate, Vigano San Martino, Almè, Clusone, Torre de' Busi, Cisano Bergamasco, Cenate Sopra, Lurano, Ghisalba, Casazza, Capizzone, Castelli Calepio, Rovetta, Fara Olivana con Sola, una porción de la comuna de Isso en la localidad de Sola,[2][3] Pradalunga, Foresto Sparso, Sant'Omobono Terme (en 2014 absorbió a la comuna de Valsecca), Brusaporto, Cusio, Ponte Nossa, Brembate di Sopra, Calcinate, Camerata Cornello, Chiuduno, Cologno al Serio, Curno, Foppolo, Locatello, Medolago, Piazzolo, Ranzanico, Valtorta, Vilminore di Scalve, Romano di Lombardia, Gazzaniga, Borgo di Terzo, Valgoglio, Tavernola Bergamasca, Cenate Sotto, Carvico, Entratico, Piazza Brembana, Torre Boldone, Moio de' Calvi, Bedulita, Leffe, Ponteranica, Riva di Solto, Cividate al Piano, Zanica, Carobbio degli Angeli, Gorlago, Chignolo d'Isola, Cornalba, Parre, Trescore Balneario, Adrara San Rocco, Barzana, Bianzano, Comun Nuovo, Almenno San Salvatore, Cerete, Bottanuco, Gaverina Terme, Terno d'Isola, Ambivere, Cene, Osio Sopra, Osio Sotto, Schilpario, Lallio, Oltressenda Alta, Valbrembo, Fonteno, Berzo San Fermo, Azzone, Bariano, Spirano, Aviatico, Ciserano, Isola di Fondra, Pagazzano, Urgnano, Spinone al Lago, Valleve, Levate, Roncobello, Rota d'Imagna, Blello, Albano Sant'Alessandro, Monasterolo del Castello, Morengo y Bossico;
- en la provincia de Lecco, las comunas de: Calolziocorte, Erve, Carenno, Monte Marenzo y Vercurago;
- en la provincia de Brescia la comuna de Paratico.

Las parroquias del vicariato de Calolzio-Caprino y algunas parroquias que pertenecen a los vicariatos de Branzi-Santa Brigida y de San Giovanni Bianco-Sottochiesa siguen el rito ambrosiano en lugar del romano, aprovechando el antiguo leccionario hasta el 13 de noviembre de 2010.
Las fronteras occidentales de la diócesis tienen una raíz histórica precisa, correspondiente a la frontera internacional entre la República de Venecia y la Lombardía austríaca vigente en 1787: en ese año, de hecho, entró en vigor un tratado entre el Senado veneciano y el emperador José II del Sacro Imperio Romano Germánico que incluía el principio, que se hizo común en los siglos siguientes, que veía con desagrado la permanencia de las diócesis transnacionales, y esto supuso un desplazamiento general hacia el oeste de la frontera con la arquidiócesis de Milán, antes mucho más favorable a esta última. La única excepción es la parroquia de Vedeseta, milanesa políticamente hasta la llegada de Napoleón y eclesiásticamente hasta 1995, la parroquia de Brumano que fue políticamente hasta la proclamación del Reino lombardo-véneto y eclesiásticamente hasta 2006, y la parroquia de Pagazzano, también políticamente milanesa en aquel momento, pero eclesiásticamente sometida a un particular condominio cremonés-pavés de motivación muy antigua. Cuando en el siglo XIX se decidió resolver estos legados medievales, se pensó en normalizar también religiosamente una comuna que entretanto se había convertido administrativamente en bergamasca.

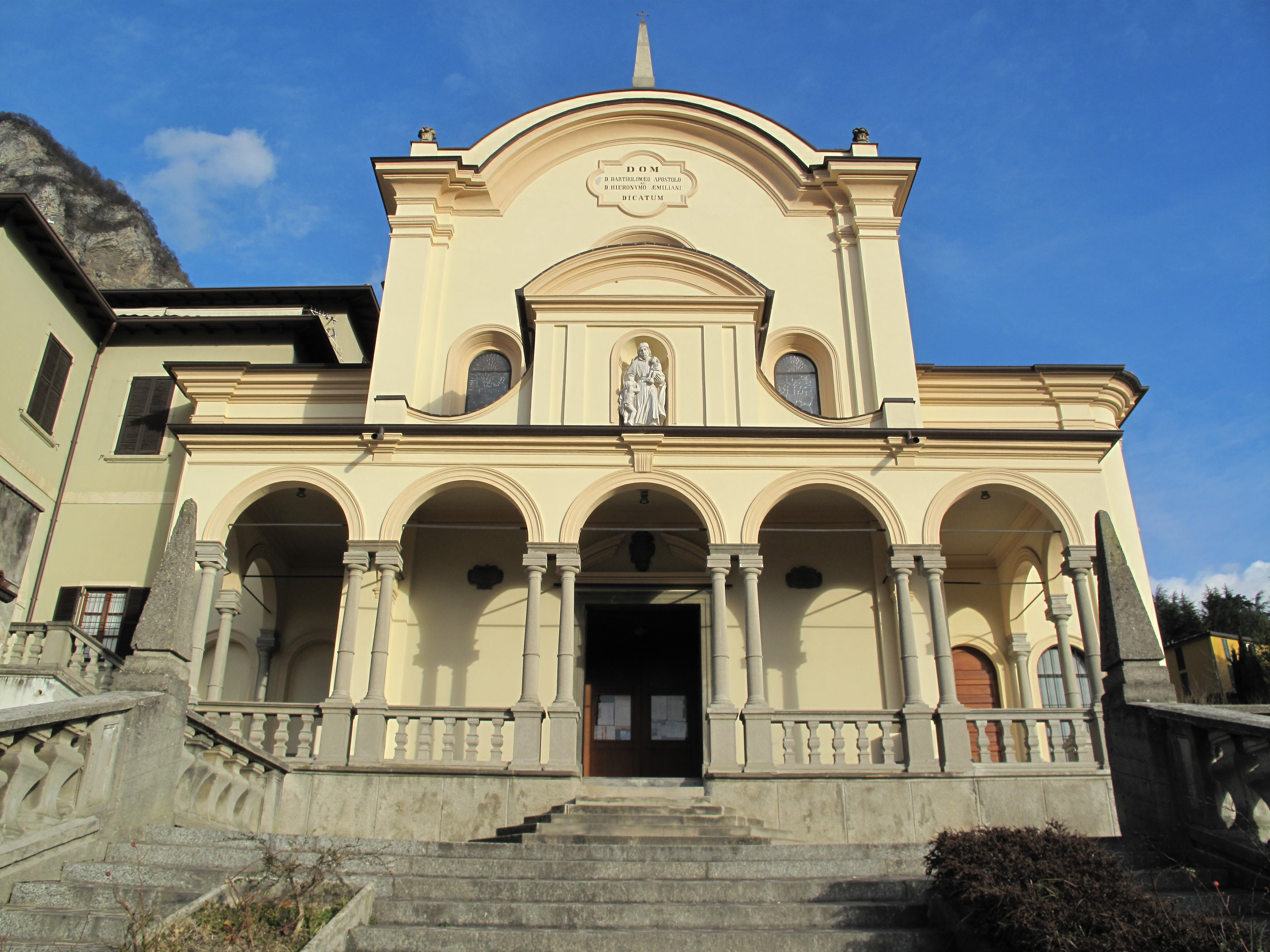
Santuario de San Girolamo Emiliani, en Somasca

La sede de la diócesis se encuentra en la ciudad de Bérgamo, en donde se halla la Catedral de San Alejandro.

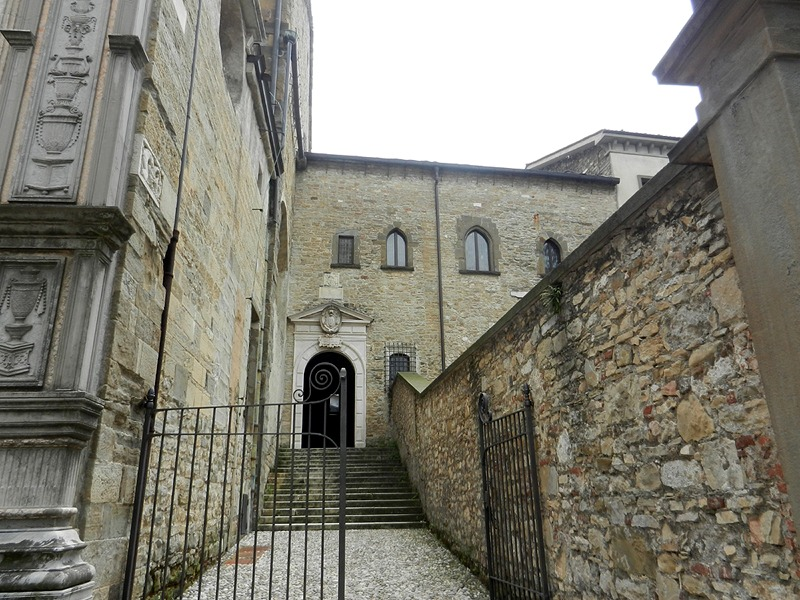
Ingreso de la curia de Bérgamo

En 2022 en la diócesis existían 389 parroquias agrupadas en 25 vicariatos foráneos y en 3 vicariatos urbanos:
- Branzi-Santa Brigida-s.martino más de la Goggia
- Ardesio-Gromo
- Vilminore
- San Giovanni Bianco -Sottochiesa
- Selvino-Serina
- Clusone-Puente Nossa
- Gazzaniga
- Gandino
- Solto-Sovere
- Borgo de Tercio-Casazza
- Albino-Nembro
- Brembilla-Zogno
- Rota Imagna
- Calolzio-Caprino
- Capriate-Chignolo-Terno
- Mapello-Puente San Pietro
- Almenno Saben Salvatore-Ponteranica-Villa de Almè
- Alzano Lombardo
- Trescore
- Predore
- Scanzo-Seriate
- Calepio-Telgate
- Dalmine-Stezzano
- Spirano-Verdello
- Ghisalba-Romano
- Vicariato urbano norte-oeste, que comprende las parroquias de: Catedral, Sant'Andrea, Fontana, Castagneta, Santa Grata inter vites, Santa Lucia, Sant'Alessandro en Columna, Sant'Alessandro de la Cruz, Santa Maria de las Gracias;
- Vicariato urbano este, que comprende las parroquias de: Santa Teresa, Valverde, Sant'Antonio, Valtesse, San Gregorio Barbarigo, Redona, Santa Caterina, San Francesco, Celadina, Sant'Anna, Boccaleone, Campagnola;
- Vicariato urbano suroeste, que comprende las parroquias de: Santa Maria al Bosque, Longuelo, Loreto, San Giuseppe, Grumello del Plan, Colognola, Santa Cruz, Sagrado Corazón, San Tomaso, San Paolo, Hospitales Reunidos.

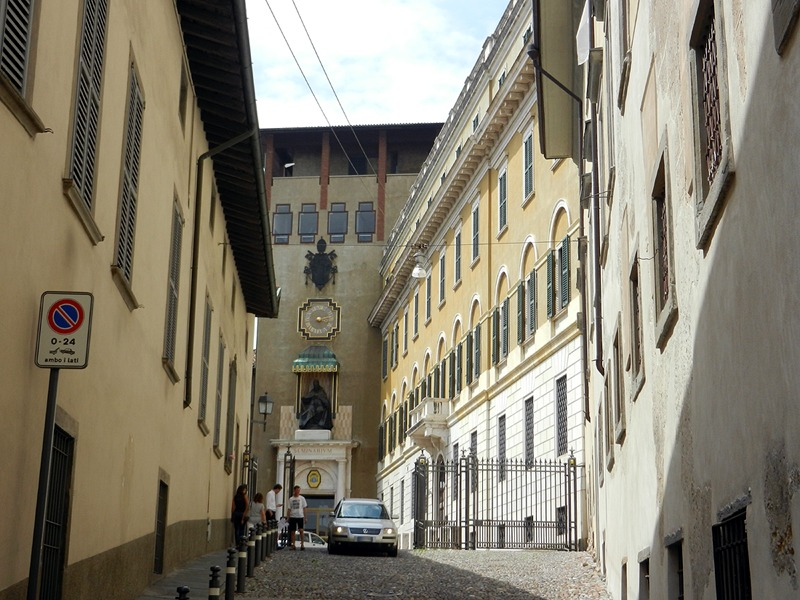
Seminario de la diócesis

El santo patrono de la ciudad y de la diócesis es san Alejandro de Bérgamo. Los santos Fermo y Rústico, Ambrosio, Gregorio Barbarigo, Grata y la Virgen de Gracia de Ardesio son copatrones de la diócesis.

## Historia
La diócesis probablemente fue erigida en el siglo IV. Se confirma la presencia del segundo obispo Viatore en el sínodo de Sárdica en el año 343. El primer obispo históricamente documentado es un anónimo (quizás Dominator), tercer obispo de la diócesis, que fue consagrado por el obispo de Milán, san Ambrosio.
En la Edad Media Bérgamo tenía dos catedrales: San Alejandro y San Vicente. Esta situación anómala, atestiguada ya en el siglo IX, produjo durante siglos desacuerdos entre ambos capítulos. En 1190, gracias a la obra del obispo Lanfranco, los canónigos de una catedral pasaron a ser también canónigos de la otra y se unificó el patrimonio, conservado en parte en una y en parte en la otra catedral; esto no fue suficiente y los desacuerdos persistieron. En 1561 los venecianos destruyeron la antigua catedral de San Alejandro para la construcción de las murallas. Al inicio del siglo XVII el obispo Giovanni Emo reunió a los canónigos en una misma catedral y finalmente, el obispo Gregorio Barbarigo obtuvo del papa Inocencio XI la bula Exponi nobis del 18 de agosto de 1697, que establecía una única catedral, dedicando a san Alejandro la que había sido a san Vicente, en un único capítulo.
El capítulo de canónigos tenía el derecho de gobernar la diócesis en los períodos de sede vacante y de elegir el nuevo obispo. En 1251, por primera vez, con ocasión de la elección de Algisio de Rosciate, el papa asumió para sí mismo esta prerrogativa.
Las indicaciones del Concilio de Trento encontraron en Bérgamo una inmediata aplicación: el seminario diocesano fue instituido por el obispo Federico Cornaro el 1 de octubre de 1567; se trataba del séptimo seminario en Italia y en el mundo. Fue trasladado a diferentes edificios en 1572, luego nuevamente en 1821 y en los años sesenta.
En 1820 la parroquia de Pagazzano volvió a la diócesis de Bérgamo después de más de seis siglos bajo la jurisdicción de la diócesis de Pavía.
En 1873 el obispo Pietro Luigi Speranza quiso garantizar la presencia sacerdotal en las numerosas aldeas de montaña. Para ello creó un seminario destinado a tal fin, en el que los ancianos, ya fueran viudos o solteros, recibían una formación rudimentaria. En quince años se ordenaron ciento cincuenta sacerdotes, pero en 1888 la iniciativa se vio interrumpida porque el pueblo despreciaba a estos sacerdotes por su insuficiente formación.
Del 8 al 12 de septiembre de 1920, Bérgamo acogió el VI Congreso Eucarístico nacional italiano.
El 9 de junio de 2024 adquirió la parroquia de Bossico de la diócesis de Brescia, ya confiada mediante acuerdo a la pastoral de la diócesis de Bérgamo desde el verano de 2014.

## Estadísticas
Según el Anuario Pontificio 2023 la diócesis tenía a fines de 2022 un total de 935 168 fieles bautizados.
| Año                                                                             | Población            | Población | Población      | Sacerdotes | Sacerdotes    | Sacerdotes    | Bautizados por sacerdote | Diáconos permanentes | Religiosos | Religiosos | Parroquias |
| Año                                                                             | Bautizados católicos | Total     | % de católicos | Total      | Clero secular | Clero regular | Bautizados por sacerdote | Diáconos permanentes | Varones    | Mujeres    | Parroquias |
| ------------------------------------------------------------------------------- | -------------------- | --------- | -------------- | ---------- | ------------- | ------------- | ------------------------ | -------------------- | ---------- | ---------- | ---------- |
| 1950                                                                            | 560 000              | 560 000   | 100.0          | 1060       | 1060          |               | 528                      |                      | 207        | 3964       | 397        |
| 1959                                                                            | 629 000              | 631 400   | 99.6           | 1194       | 1028          | 166           | 526                      |                      | 328        | 4260       | 412        |
| 1969                                                                            | 695 176              | 706 483   | 98.4           | 1149       | 945           | 204           | 605                      |                      | 275        | 4063       | 403        |
| 1980                                                                            | 782 000              | 797 554   | 98.0           | 1145       | 902           | 243           | 682                      |                      | 393        | 3840       | 427        |
| 1990                                                                            | 808 000              | 816 122   | 99.0           | 1100       | 834           | 266           | 734                      |                      | 359        | 3371       | 387        |
| 1999                                                                            | 850 000              | 873 519   | 97.3           | 1063       | 826           | 237           | 799                      |                      | 325        | 2904       | 389        |
| 2 000                                                                           | 851 000              | 878 569   | 96.9           | 1058       | 820           | 238           | 804                      |                      | 320        | 2904       | 389        |
| 2001                                                                            | 852 000              | 882 350   | 96.6           | 1037       | 810           | 227           | 821                      |                      | 313        | 2784       | 389        |
| 2002                                                                            | 845 000              | 887 244   | 95.2           | 1037       | 816           | 221           | 814                      |                      | 299        | 2667       | 389        |
| 2003                                                                            | 860 000              | 894 584   | 96.1           | 1016       | 803           | 213           | 846                      |                      | 278        | 2614       | 389        |
| 2004                                                                            | 861 000              | 897 998   | 95.9           | 1024       | 798           | 226           | 840                      |                      | 294        | 2590       | 389        |
| 2006                                                                            | 880 000              | 914 259   | 96.3           | 1003       | 790           | 213           | 877                      |                      | 273        | 2449       | 389        |
| 2012                                                                            | 912 000              | 972 645   | 93.8           | 957        | 777           | 180           | 952                      | 8                    | 227        | 2105       | 389        |
| 2015                                                                            | 930 000              | 995 323   | 93.4           | 920        | 727           | 193           | 1010                     | 10                   | 243        | 1832       | 371        |
| 2018                                                                            | 937 200              | 992 238   | 94.5           | 895        | 706           | 189           | 1047                     | 11                   | 231        | 1594       | 389        |
| 2020                                                                            | 938 600              | 994 359   | 94.4           | 862        | 667           | 195           | 1088                     | 11                   | 236        | 1398       | 389        |
| 2022                                                                            | 935 168              | 990 729   | 94.4           | 819        | 633           | 186           | 1141                     | 15                   | 217        | 1219       | 389        |
| Fuente: Catholic-Hierarchy, que a su vez toma los datos del Anuario Pontificio. |                      |           |                |            |               |               |                          |                      |            |            |            |

### Vida consagrada
Entre las comunidades religiosas y sociedades masculinas presentes en la diócesis se encuentran los benedictinos, Camilianos, Hijos de la Inmaculada Concepción, dehonianos, dominicos, capuchinos, franciscanos observantes, jesuitas, josefinos de Murialdo, Monfortianos, orionistas, pasionistas, Pontificio Instituto Misiones Extranjeras, Congregación de la Sagrada Familia, sacramentinos, javerianos, servitas, somascos y la Comunidad de las Bienaventuranzas. Los institutos y sociedades femeninos, más numerosos, son: benedictinas, dominicas, clarisas, clarisas capuchinas, franciscanas regulares, salesianas, Siervas de la Caridad, Siervas de la Providencia, Apóstoles del Sagrado Corazón de Jesús, Hijas de la Caridad Canosianas, Hijas de la Caridad de San Vicente de Paul, Hijas de la Inmaculada Concepción y de la Caridad, Hijas de la Sabiduría, Hijas del Sagrado Corazón de Jesús, Hijas de María Auxiliadora, Franciscanas Misioneras del Niño Jesús, Ursulinas del Sagrado Corazón de Jesús, Ursulinas de María Virgen Inmaculada, Hermanitas de la Sagrada Familia, Misioneras Combonianas, Sociedad del Sagrado Corazón de Jesús, Siervas de María Adolorada, Adoratrices Esclavas del Santísimo Sacramento y de la Caridad, Adoratrices del Santísimo Sacramento, Auxiliadoras del Purgatorio, Benedictinas de la Providencia, Capuchinas de la Madre Rubatto, entre otras.

## Episcopologio

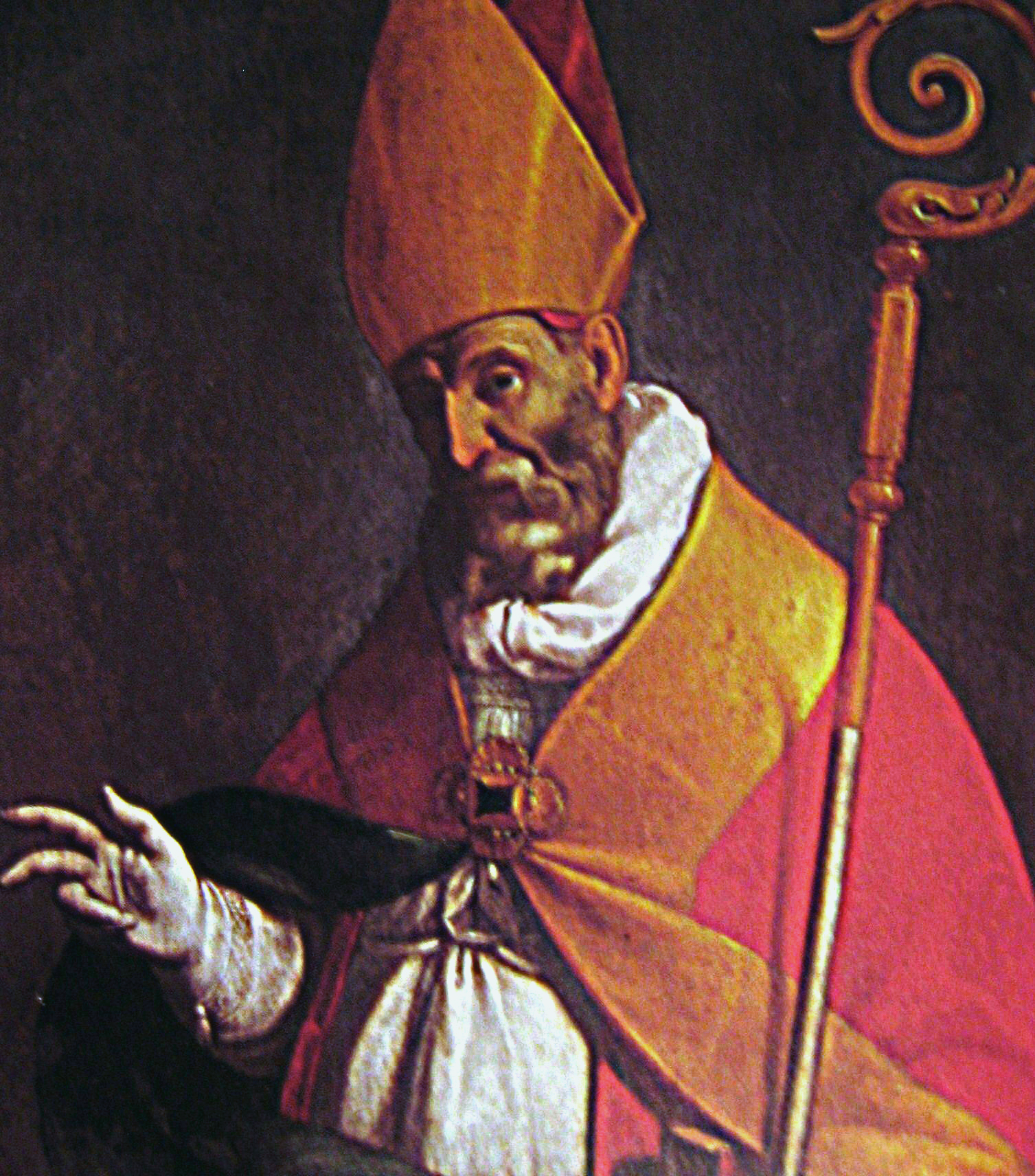
Carlo Ceresa, San Narno Obispo, iglesia de San Giovanni Apóstol, Villa de Ogna

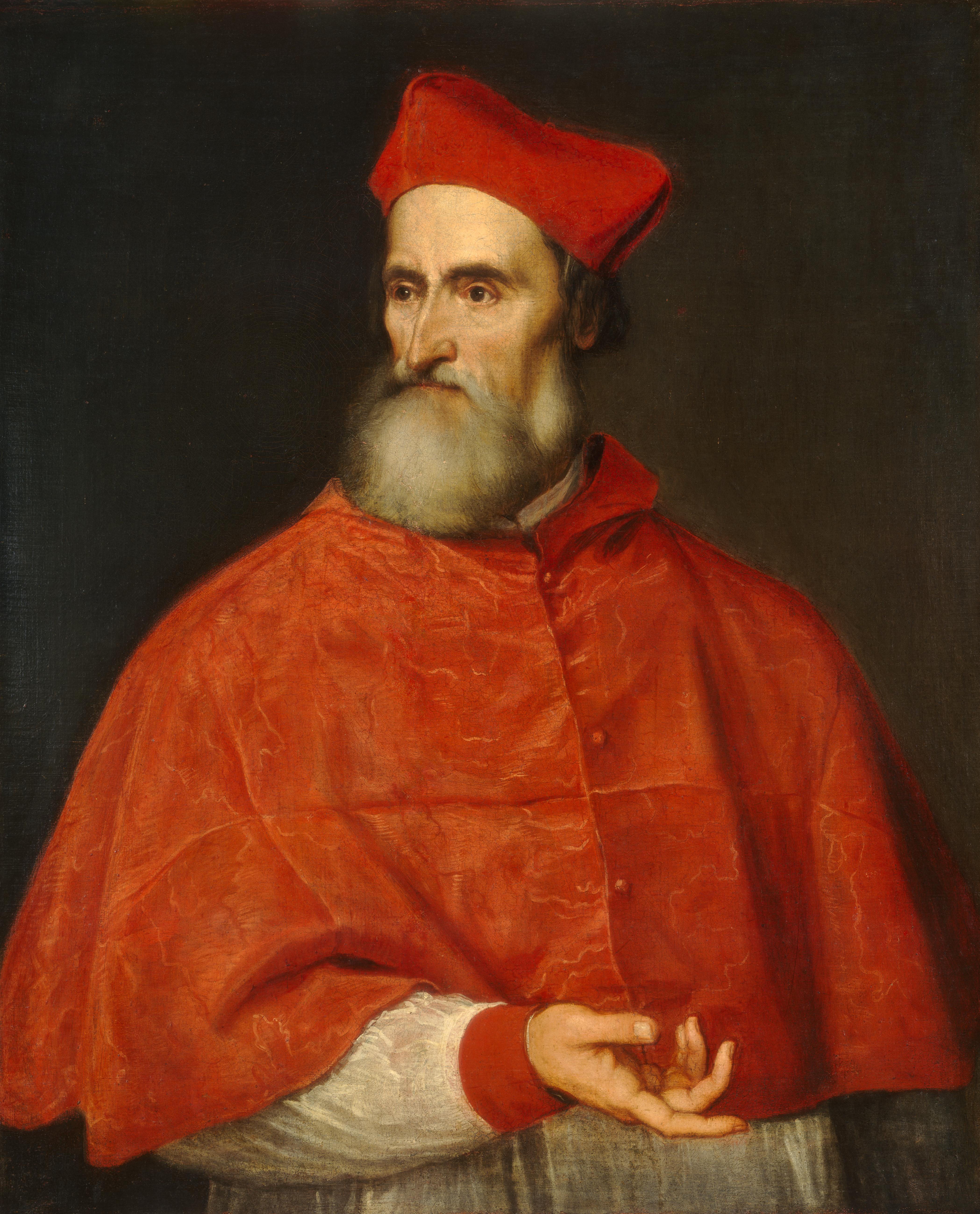
Tiziano, Retrato de Pietro Bembo

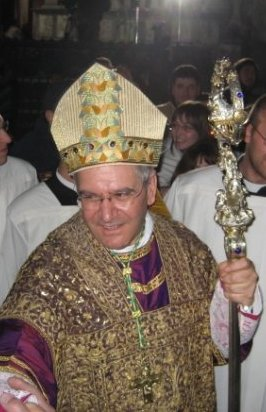
Francesco Beschi, actual obispo de Bergamo

- San Narno? † (circa primera mitad del siglo IV)[14]
- San Viatore? † (circa mitad del siglo IV)[nota 1]

- Anónimo † (después de 374-antes de 397)
- Anónimo †
- Dominatore †
- Stefano †
- Claudiano †
- Simpliciano †
- Bibiano †
- Quinziano †[nota 2]
- Prestanzio † (mencionado en 451)
- Lorenzo † (mencionado en 501)
- San Giovanni † (mencionado en 680)
- Beato Antonino † (mencionado en 718)
- Antonio † (mencionado en 727)
- Agino † (mencionado en 764)
- Tachimpaldo † (antes de 797-después de 814)
- Grasemondo † (antes de 828-después de 830)
- Aganone † (antes de 840-después de 863)
- Garibaldo † (antes de 867-después de 888)
- Adalberto † (antes de 894-después de 929)[nota 3]
- Recone † (antes de 938-después de noviembre de 953)
- Olderico † (antes de mayo de 954-después de septiembre de 968)
- Ambrogio I † (antes de 971-después de mayo de 973)
- Giselberto † (antes de abril de 975-después de 982)
- Azzone † (antes de 987-después del 6 de febrero de 996)
- Reginfredo † (antes del 18 de septiembre de 996-28 de diciembre de 1012 falleció)
- Alcherio † (antes de noviembre de 1013-después del 22 de junio de 1022 falleció)[15]
- Ambrogio II † (antes del 23 de octubre de 1023-20 de septiembre de 1057 falleció)
- Attone I † (antes de abril de 1058-después de abril de 1075)
- Arnolfo † (circa 1077-1106 depuesto)
- Ambrogio III di Mozzo † (1111-circa 1133 falleció)
- Gregorio, O.Cist. † (1133-circa 1146 falleció)
- Gerardo † (antes de octubre de 1146-circa 1167 depuesto)
- Guala † (diciembre de 1167-30 de octubre de 1186 falleció)
- Lanfranco, O.S.B. † (26 de enero de 1187-después del 18 de junio de 1211 falleció)
- Giovanni Tornielli, O.S.B.Vall. † (agosto de 1211-7 de marzo de 1230 falleció)
- Attone II † (1230-13 de julio de 1240 falleció)
- Enrico di Sesso † (18 de febrero de 1241-1 de septiembre de 1242 falleció)
  - Alberto da Terzo † (29 de septiembre de 1242-24 de enero de 1251 renunció) (obispo electo)
- Algisio da Rosciate, O.P † (11 de febrero de 1251-1259 renunció)
- Erbordo, O.P. † (antes del 7 de abril de 1260-antes del 24 de abril de 1272 falleció)
- Guiscardo de Suardi † (antes del 8 de julio de 1272-22 de febrero de 1281 falleció)
- Roberto Bonghi † (7 de octubre de 1289-antes del 22 de diciembre de 1292 falleció)
- Giovanni da Scanzo † (31 de julio de 1295-2 de noviembre de 1309 falleció)
- Cipriano degli Alessandri † (antes del 8 de mayo de 1310-antes del 3 de noviembre de 1341 falleció)
- Nicolò Canali † (18 de julio de 1342-25 de septiembre de 1342 nombrado arzobispo de Ravena)
- Bernardo Tricardo, O.Cist. † (7 de octubre de 1342-23 de octubre de 1349 nombrado obispo de Brescia)
- Lanfranco de Saliverti, O.F.M.Conv. † (23 de octubre de 1349-4 de abril de 1381 falleció)
  - Matteo de Agazzi, O.F.M. † (16 de diciembre de 1381-?) (antiobispo)
- Branchino Besozzi † (abril de 1381-22 de junio de 1399 falleció)
- Ludovico Bonito † (5 de septiembre de 1399-15 de noviembre de 1400 nombrado arzobispo de Pisa)
- Francesco Lante, O.F.M. † (4 de octubre de 1401-27 de septiembre de 1402 nombrado obispo de Cremona)
- Francesco Aregazzi, O.F.M. † (31 de enero de 1403-6 de agosto de 1437 falleció)
- Polidoro Foscari † (27 de septiembre de 1437-5 de noviembre de 1449 nombrado arzobispo de Zadar)
- Giovanni Barozzi † (5 de noviembre de 1449-7 de enero de 1465 nombrado patriarca de Venecia)
- Lodovico Donà † (9 de enero de 1465-20 de julio de 1484 falleció)
- Lorenzo Gabrieli † (13 de octubre de 1484-6 de julio de 1512 falleció)[nota 4]
- Niccolò Lippomano † (16 de julio de 1512-4 de julio de 1516 renunció)[nota 5]
- Pietro Lippomano † (4 de julio de 1516-18 de febrero de 1544 nombrado obispo de Verona)
  - Pietro Bembo, O.S.Io.Hier. † (18 de febrero de 1544-18 de enero de 1547 falleció) (administrador apostólico)[nota 6]
- Vittore Soranzo † (18 de enero de 1547 por sucesión-15 de mayo de 1558 falleció)[nota 7]
- Luigi Lippomano † (20 de julio de 1558-15 de agosto de 1559 falleció)
  - Luigi Corner † (13 de marzo de 1560-15 de enero de 1561 renunció) (administrador apostólico)
- Federico Corner † (15 de enero de 1561-19 de julio de 1577 nombrado obispo de Padua)
- Gerolamo Ragazzoni † (19 de julio de 1577-7 de marzo de 1592 falleció)
- Giambattista Milani, C.R. † (8 de abril de 1592-1611 renunció)
- Giovanni Emo † (18 de abril de 1611-16 de octubre de 1622 falleció)
- Federico Baldissera Bartolomeo Cornaro † (23 de febrero de 1623-7 de septiembre de 1626 nombrado obispo de Vicenza)
- Agostino Priuli † (8 de febrero de 1627-4 de octubre de 1632 falleció)
- Luigi Grimani † (12 de enero de 1633-4 de diciembre de 1656 falleció)
- San Gregorio Barbarigo † (9 de julio de 1657-24 de marzo de 1664 nombrado obispo de Padua)
- Daniele Giustiniani † (23 de junio de 1664-11 de enero de 1697 falleció)
- Luigi Ruzzini † (27 de enero de 1698-18 de marzo de 1708 falleció)
- Pietro Priuli † (14 de mayo de 1708-22 de enero de 1728 falleció)
  - Leandro di Porcia, O.S.B. † (12 de abril de 1728-18 de noviembre de 1730 renunció) (obispo electo)
- Antonio Redetti † (22 de noviembre de 1730-4 de mayo de 1773 falleció)
- Marco Molin, O.S.B. † (13 de septiembre de 1773-2 de marzo de 1777 falleció)
- Giovanni Paolo Dolfin, C.R.L. † (28 de julio de 1777-19 de mayo de 1819 falleció)
- Pietro Mola † (8 de enero de 1821-16 de enero de 1829 falleció)
  - Sede vacante (1829-1831)
- Carlo Gritti Morlacchi † (23 de febrero de 1831-17 de diciembre de 1852 falleció)
- Pietro Luigi Speranza † (19 de diciembre de 1853-4 de junio de 1879 falleció)
- Gaetano Camillo Guindani † (19 de septiembre de 1879-21 de octubre de 1904 falleció)
- Giacomo Radini-Tedeschi † (20 de enero de 1905-22 de agosto de 1914 falleció)
- Luigi Maria Marelli † (15 de diciembre de 1914-14 de abril de 1936 falleció)
- Adriano Bernareggi † (14 de abril de 1936 por sucesión-23 de junio de 1953 falleció)
- Giuseppe Piazzi † (1 de octubre de 1953-5 de agosto de 1963 falleció)
- Clemente Gaddi † (25 de septiembre de 1963-20 de mayo de 1977 retirado)
- Giulio Oggioni † (20 de mayo de 1977-21 de noviembre de 1991 retirado)
- Roberto Amadei † (21 de noviembre de 1991-22 de enero de 2009 retirado)
- Francesco Beschi, desde el 22 de enero de 2009